# Димітріу Амфіктіон Матвійович
Амфікті́он Димітрі́у (грец. Αμφικτύων Δημητρίου; в СРСР офіційно іменувався Амфіктіон Матвійович Димітріу; літературний псевдонім А. Мармаріно́с, грец. Α. Μαρμαρινός; * 21 травня 1896 — † 1938) — грецький поет в Україні. За походженням був турецьким греком і тому писав не румейською мовою (як більшість грецьких літераторів Приазов'я), а дімотікою, але зробив значний внесок у розвиток саме румейської літератури.

## Біографічна канва
Народився в сім'ї рибалки на одному з Принцових островів у північно-східній частині Мармурового моря (імовірно, звідти й псевдонім Мармарінос) неподалік Стамбулу. Навчався в стамбульській гімназії, а потім — на педагогічних курсах у Стамбулі. 1916 року, щоб уникнути служби в османській армії (а відтак і участі в бойових діях Першої світової війни) емігрував до нейтрального на той час Румунського королівства. Спочатку він працював кілька місяців на кухні, потім знайшов посаду вчителя. Але влітку того ж таки року Румунське королівство вступило у війну на боці Антанти (Османська імперія таким чином стала її ворогом), пізніше в ньому почалося інтернування іноземців. Тоді в серпні 1917 Амфіктіон Димітріу подався до Росії (фактично до України, але української державності на той час поки не існувало).
Опинився спочатку в Одесі, потім у Мелітополі, де влаштувався вчителем у грецькій школі. 1919 року переїжджає до Криму, де у Феодосії відкрилося грецьке консульство. Тут він отримав грецький паспорт і почав співпрацювати з консульством. Потім учителював; коли в Кримі було встановлено радянську владу, був інструктором відділу народної освіти в Старому Кримі, завідував Старокримською грецькою школою, потім — аналогічною Севастопольською.
1926 року прийняв радянське громадянство (хоча статус тих установ, у яких він працював, не вимагав цього: їх співробітниками могли бути й іноземні піддані).
У вересні 1930 року був запрошений на роботу до Маріупольського грецького педагогічного технікуму, де викладав грецьку мову. Паралельно також читав лекції на курсах радянських та партійних працівників у місцевій партшколі, був відповідальним секретарем грецького дитячого журналу «Піонерос», а з 1935 року почав працювати літературним редактором грецького видавництва.
В листопаді 1933 року брав участь у роботі Вседонецького з'їзду пролетарських письменників (разом із Георгієм Костоправом та Василем Галлою).

## Творчість
Віршувати почав у 1916 році, але розквіт його творчості припадає на той період, коли він оселився в Маріуполі і мав змогу друкувати вірші в періодичній пресі Донеччини — як грецькій (газета «Колехтивістис», альманах «Неотита»), так і російськомовній. Тематика його поезії — міжнародне братерство моряків, героїзм грецьких революційних діячів і, звичайно для тої епохи, радянський патріотизм. До найкращих його поезій критиками віднесені «Хвиля перемоги», «Чуєш бурю», «Колгоспниці», «Вітчизна», «Сиваш», «Донбас» та інші. Написав також поему «Крим». Вірш «Боротьба» переклав російською мовою Георгій Костоправ (опубліковано 1936 року в третьому числі журналу «Литературный Донбасс»). У свою чергу вірші Костоправа перекладав російською Димітріу.
Румейський літературний критик Арих відзначав, що ранні вірші Димітріу були безсюжетні й переважно присвячувалися ювілейним датам більшовицького календаря, а далі він перейшов до більш виразних і одночасно сюжетних поезій (хоча тематика залишалася переважно революційно-ліричною).
Є відомості, що 1937 року він підготував до друку книгу вибраного, але через арешт і передчасну загибель вона не вийшла.
Перекладав грецькою мовою твори Олександра Пушкіна, Лева Толстого, Максима Горького. Оповідання Володимира Короленка «В дурном обществе» («Дети подземелья»), перекладене Амфіктіоном Димітріу, вийшло 1935 року окремим виданням.
Склав і видав у Маріуполі хрестоматію грецької літератури та грецький буквар (1935), які були затверджені як підручники для грецьких шкіл усього Радянського Союза.
Українською мовою вірші Димітріу перекладав Михайло Чхан.

## Риси особистої вдачі
За спогадами Любови Савівни Тохтамиш, яка була ученицею Амфіктіона Димітріу в Маріупольському грецькому педагогічному технікумі і пізніше працювала з ним у грецькому видавництві, він добре володів усіма діалектами приазовських греків (хоча віршував лише новогрецькою) і до кожного учня звертався говіркою його рідного села (ще й додавав якісь жарти). Крім того, він володів ще низкою мов. Так, на інтернаціональній зустрічі 1 травня 1935 року він перекладав виступи моряків з різних країн — а було їх із півдюжини.
Зросту був високого; елегантний; на вустах завжди посмішка, очі веселі, чоло високе. Пересувався стрімко й усе робив дуже швидко. Користувався великою повагою оточення. Дуже працездатний, багато й з натхненням працював у видавництві й «Колехтивістисі»: перекладав, редагував, правив коректи (коректурі приділяв особливу увагу). Зазвичай працював до пізньої ночі. Тютюну не курив, натомість їв багато цукерок, якими усіх пригощав.
Мав феномальні математичні здібності, був також наділений доброю інтуїцією; завжди вигравав у доміно.

## Розправа з поетом та його посмертна реабілітація
8 квітня 1937 року Димітріу був безпідставно заарештований чекістами у приміщенні маріупольського грецького видавництва. Санкцію на арешт давав обласний прокурор Р. Руденко (пізніше обвинувач на Нюрнберзькому процесі й генеральний прокурор СРСР).
Обвинуваченому інкрімінувалося шпигунство на користь Греції та керівництво вигаданою грецькою антирадянською націоналістичною організацією. У кримінальній справі стверджувалося, ніби він був завербований грецьким розвідником Симосом під час праці в Севастополі (чомусь не в Феодосії, де він таки був хоч якось пов'язаний із консульством Греції), а до організації був залучений Леоном Лео, редактором газети «Колехтивістис» і нібито агентом британської розвідки. Звинувачення ґрунтувалися на неконкретних зізнаннях самого підсудного і на виписках із протоколів допитів Ф. Г. Ялі, М. М. Тишлека, С. Г. Ялі, І. Ф. Левкопулоса, Ф. Х. Самарчидіса. До організації слідчі залічили, крім самого Димітріу, обох братів Ялі, А. Ариха, П. І. Богадіцу, Г. Леонідаса, І. Левкопулоса (який, подібно до редактора дитячого журналу «Піонерос» Самарчидіса, проходив по іншій справі) та Г. А. Костоправа.
15 січня 1938 року Амфіктіона Димітріу було засуджено «двійкою» (представник НКВС і прокурор) до вищої міри покарання і незабаром розстріляно.
Всі особи, що фігурували в його справі як свідки обвинувачення, були також засуджені, але згодом реабілітовані — протягом 1957—1960 років. Більше того, справа відносно Леона Лео, який нібито вербував Димітріу, взагалі ніколи не порушувалася. За цих умов мав би бути реабілітований і сам Димітріу, але до часу не було кому про нього поклопотатися. Лише 8 грудня 1963 року до донецького обласного прокурора з офіційним запитом щодо долі Димітріу звернувся Георгіос Лазарідіс. Він був грецьким політемігрантом і навчався в СРСР (на той час уже випускник Київського інституту цивільного повітряного флоту). Співпрацював поза штатом (як кореспондент) з грецькою емігрантською газетою «Неос дромос», яка виходила в Ташкенті. Особа прохача була незвична для радянських правничих органів (до того ж він був не просто іноземцем, а членом комуністичної партії Греції і під час навчання отримував стипендію по партійній лінії). Тому негайно почалася прокурорська перевірка. Прокуратура Київського військового округу, яка її провадила, встановила, що факти, викладені в свідченнях Димітріу, обох Ялі, Левкопулоса, Тишлека, Самарчидіса або не відповідали дійсності, або не містили в собі складу злочину. Так, у протоколі допиту С. Ялі йдеться лише про те, що він познайомився з Димітріу в 1931 році, і нічого більше. Було додатково допитано свідків — колишніх колег Димітріу по роботі Б. Н. Орлова та А. С. Константинова, які його характеризували позитивно. Що стосується слідчих Д. М. Соколинського та Д. В. Орлова-Подольського, то їх уже було засуджено за «підривну роботу в органах та порушення соціалістичної законності».
6 березня 1964 року постанову НКВС і прокурора СРСР відносно Димітріу було скасовано, а сам він реабілітований.